# Ram (album)
Ram je album Paula McCartneyho a Lindy McCartney, které bylo vydáno 17. května 1971, jde o jediné album připsané tomuto páru. Je to McCartneyho druhé ze dvou alb, vydaných mezi koncem Beatles a formováním Wings. Na desce hraje kromě McCartneyových a jiných hudebníků také budoucí bubeník Wings Denny Seiwell.

## Historie
Po vydání úspěšného debutu McCartney, odjeli na dlouhou dobu Paul a Linda na svou farmu v Mull of Kintyre ve Skotsku. Na farmě začal Paul s pomocí Lindy psát písně pro album Ram. Na podzim roku 1970 odletěl pár do New Yorku, aby zde našel doprovodné muzikanty pro nahrávání. Na post bubeníka byl z celkem devíti uchazečů vybrán Denny Seiwell, pro kytaru byl vybrán 21letý David Spinozza, který však později vzal jinou práci, a tak album dokončil Hugh McCracken. Další muzikant Marvin Stamm si v písničce „Uncle Albert/Admiral Halsey“ zahrál na křídlovku. Ačkoli to byl společný projekt, hlavní vokály zpíval Paul a Linda ho jen doprovázela. Pouze jednou dostala větší prostor a to v písničce „Long Haired Lady“.
Celkem bylo zaznamenáno 21 skladeb, ale jen 12 se jich objevilo na Ram. Dvě písně „Another Day“ a „Oh Woman, Oh Why“ byly v únoru 1971 vydány jako samostatný singl, zatímco další dvě „Get on the Right Thing“ a „Little Lamb Dragonfly“ byly odloženy na rok 1973 pro album kapely Wings Red Rose Speedway. Nevydané skladby byly „A Love for You“, „Rode All Night“, „When the Wind Is Blowing“, „Sunshine Sometime“ a „Hey Diddle“.
I přes vyřazení monofonních alb v roce 1960, byly některé Ram lisované v mono (MAS 3375) s unikátní směsí, které se liší od běžných stereo alb (SMAS 3375). K dispozici byly pouze pro rozhlasové stanice a patří mezi nejcennější a nejvyhledávanější ze sólových desek Paula McCartneyho.
V roce 1977 McCartney pod pseudonymem Percy "Thrills" Thrillington produkoval album Thrillington, což je orchestrální verze Ram zaznamenaná v červnu 1971.
Ram bylo poprvé vydáno na kompaktním disku v roce 1987. V roce 1993 bylo album předěláno a znovu vydáno na CD jako součást Paul McCartney Collection s bonusovými skladbami „Another Day“ a „Oh Woman, Oh Why“. Ten stejný rok byl společností Digital Compact Classics vydán další kompaktní disk, toto vydání připravil Steve Hoffman.
V roce 2011 by album mělo vyjít znovu předěláne jako součást The Paul McCartney Archive Collection.

## Narážky
Podle Petera Browna, věřil John Lennon, že písně „Too Many People“, „3 Legs“, „Dear Boy“ a „The Back Seat of My Car“ obsahují narážky na něj a Yoko Ono. Brown také popsal obraz dvou pařících se brouků na zadním krytu Ram, jako McCartneyho pocit, jak s ním zacházeli ostatní členové z Beatles. McCartney později řekl, že jen dva řádky v „Too Many People“ byly zaměřeny na Lennona a nic víc.
Lennon na údajné narážky odpověděl písní „How Do You Sleep?“ na svém albu Imagine. Dále se pak nechal vyfotit jak drží prase za uši, což byla parodie na obal Ram, kde McCartney drží berana za rohy. Lennonova fotografie je součástí přebalu alba.

## Úspěch
Album se dostalo na první příčku hitparády ve Spojeném království a na druhou příčku ve Spojených státech, kde strávilo více než pět měsíců v Top 10 a McCartneyovi za něj získali platinovou desku. Desek se prodalo přes dva milióny kopií.
Singl "Uncle Albert/Admiral Halsey" se dostal na první příčku americké hitparády a stal se tak prvním singlem, který se tam po odchodu McCartneyho od Beatles vyšplhal. Oproti tomu singl „The Back Seat of My Car“ dosáhl jen 39 příččky.
V době svého vydání mělo album smíšené kritické přijetí a Paula se některé ostřejší hodnocení obzvlášť dotkly. Jon Landau v Rolling Stone označil album za „neuvěřitelně bezvýznamné“ a „monumentálně irelevantní“, zatímco v Playboyi pořád přemýšleli, proč jim album vadí. Postupem času se však kritické postoje zmírnily a Ram je do dneška považováno za jedno z nejlepších McCartneyho alb.
Ostatní členové Beatles byli v hodnocení také opatrní. Ringo Starr v rozhovoru pro Melody Maker při natáčení filmu Blindman ve Španělsku, řekl, že ho album zklamalo.

## Seznam skladeb
Všechny písně napsali Paul a Linda McCartneyovi, kromě uvedených výjimek.

### Strana jedna
1. Too Many People (Paul McCartney) – 4:10
2. 3 Legs (Paul McCartney) – 2:44
3. Ram On (Paul McCartney) – 2:26
4. Dear Boy – 2:12
5. Uncle Albert/Admiral Halsey – 4:49
6. Smile Away (Paul McCartney) – 3:51

### Strana dvě
1. Heart of the Country – 2:21
2. Monkberry Moon Delight – 5:21
3. Eat at Home – 3:18
4. Long Haired Lady – 5:54
5. Ram On (Paul McCartney) – 0:52
6. The Back Seat of My Car (Paul McCartney) – 4:26

### Bonusové skladby z roku 1993
1. Another Day – 0:52
2. Oh Woman, Oh Why (Paul McCartney) – 4:26

## Sestava
- Paul McCartney – zpěv, kytara, baskytara, piano, klávesy, ukulele
- Linda McCartney – zpěv, perkuse
- Dave Spinozza – kytara
- Hugh McCracken – kytara
- Denny Seiwell – bicí
- Marvin Stamm – křídlovka
- New York Philharmonic Orchestra – orchestr[1][2]